# Paul Henderson (Politiker)

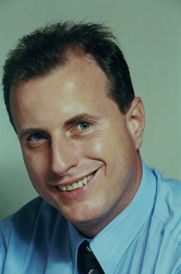
Paul Henderson

Paul Raymond Henderson AO (* 15. August 1962 in Croix-Chapeau, Frankreich) ist ein australischer Politiker der Australian Labor Party, der unter anderem zwischen 2007 und 2012 Chief Minister des Northern Territory war.

## Leben
Henderson studierte Maschinenbau am City and Guilds of London Institute. 1982 wanderte er nach Australien aus. Seit 1999 ist er als Nachfolger von John Bailey Abgeordneter im Parlament von Northern Territory. Als Nachfolger von Clare Martin war er vom 26. November 2007 bis 29. August 2012 Chief Minister des Northern Territory. Ihm folgte im Amt als Premierminister Terry Mills.
Am 12. Juni 2019 wurde Henderson für herausragende Verdienste um die Gemeinschaft des Northern Territory, insbesondere als Chief Minister, zum Officer des Order of Australia (AO) ernannt. Für seine Verdienste wurde ihm am 1. Januar 2001 anlässlich des 100-jährigen Bestehens des Australischen Bundes die Centenary Medal verliehen.